# Julie d'Aiglemont
Julie d’Aiglemont (às vezes adaptado ao português como Júlia d'Aiglemont), marquesa general d’Aiglemont, nascida de Chastillonest em 1792, é uma personagem da Comédia Humana, do escritor francês Honoré de Balzac. Ela é a protagonista de A mulher de trinta anos.
Em 1813, ela se casa, contra o conselho de seu pai, com um oficial que a impressiona durante uma marcha da cavalaria: Victor d'Aiglemont. Depois da decepção dos primeiros dias de casamento, ela cai em um profundo desespero, do qual a velha Marquesa de Listomère-Landon tenta distraí-la; contudo, a condessa morre, e Julie se encontra só.
Um jovem lord de perfeita delicadeza, Arthur Ormond Grenville, cerca Julie de cuidados. Eles se apaixonam um pelo outro. Mas, quase surpreendido na antecâmara de Julie pelo marido, o jovem lord, a fim de não a comprometer, se deixa trancar no exterior do apartamento, onde sua natureza sensível não resiste ao frio. Ele morre, pouco depois do último encontro, em conseqüência de uma doença contraída naquela noite.
Este episódio trágico será seguido de vários outros. A vida de Julie é marcada de infelicidades: um bebê que se afoga, uma filha mais velha que foge com um pirata, uma filha mais jovem que a despreza. Sua felicidade é o amor compartilhado com Charles de Vandenesse, diplomata, irmão mais velho de Félix de Vandenesse. Julie terá três filhos dele, mas o mais jovem morre, deixando em sua mãe um sentimento de culpa.
Em 1842, Julie d’Aiglemont, tornada viúva, casa sua filha Moïna com um herdeiro de uma casa ilustre. Julie tem cinqüenta anos, mora em uma luxuosa mansão que deixou para sua filha, reservando para si apenas alguns cômodos. Moïna lhe trata muito friamente. A mãe descobre que sua filha tem uma ligação com o filho de Charles de Vandenesse. Esmagada pela culpa e pelo remorso, Julie, muito abalada fisicamente, morre em 1844 de uma crise cardíaca.